# 1989 în România
1989 (MCMLXXXIX) în România a însemnat o serie de noi evenimente notabile.

## Evenimente

### Martie
- 11 martie: 6 comuniști care deținuseră funcții importante în Partidul Comunist Român: Gheorghe Apostol, Alexandru Bârlădeanu, Constantin Pârvulescu, Corneliu Mănescu, Silviu Brucan și Grigore Răceanu i-au adresat lui Nicolae Ceaușescu o scrisoare deschisă, citită la postul de radio „Europa liberă", cunoscută drept Scrisoarea celor șase.

### Noiembrie
- 24 noiembrie: În ciuda evenimentelor din țările vecine, Nicolae Ceaușescu este reales la Congresul al XIV-lea, cu unanimitate de voturi, în funcția de secretar general al PCR.

### Decembrie
- 15 decembrie: La Timișoara s-au adunat în fața casei parohiale a lui László Tőkés mai mulți enoriași care doreau să împiedice evacuarea păstorului. Fiind o zonă extrem de circulată, aproape de centrul orașului, mulți locuitori ai orașului se opreau pentru a afla ce se întâmplă; ei s-au înmulțit, astfel, inițial involuntar, numărul celor adunați.
- 16 decembrie: Timișoara: Numărul celor adunați crescuse la circa 400 de persoane, majoritatea nemaifiind enoriași reformați, ci cetățeni ai Timișoarei, de diferite etnii și confesiuni. După-amiază, se strigă pentru prima dată „Jos Ceaușescu!”, demonstranții s-au deplasat în diverse puncte ale Timișoarei pentru a chema oamenii la revoltă. Au fost trimise trupe de Armată, Miliție, Securitate pentru a dispersa mulțimea; demonstranții au fost bătuți și arestați în aceeași noapte și în dimineața următoare. Au fost arestate 930 de persoane, dintre care 130 minori.
- 17 decembrie: Timișoara: Mulțimea s-a adunat din nou în centrul orașului. Informat că revolta nu a putut fi înfrântă, Nicolae Ceaușescu a dat ordin să se deschidă foc împotriva manifestanților, iar ordinul a fost dus la îndeplinire, căzând primii martiri ai Revoluției.
- 18 decembrie: În fața Catedralei Mitropolitane din Timișoara s-au adunat mai mulți tineri și copii care au început să cânte colinde și să strige lozinci anticomuniste. În noaptea de 18/19, cu complicitatea conducerii Spitalului Județean, autoritățile au sustras o parte din cadavrele eroilor din morga spitalului, transportându-le la București, unde au fost arse la Crematoriu. Alte cadavre au fost îngropate pe ascuns într-o groapă comună.
- 19 decembrie: Muncitorii de la Întreprinderea ELBA Timișoara au intrat în grevă.
- 20 decembrie: A izbucnit greva generală în toate fabricile timișorene. Timișoara este declarat primul oraș care a scăpat de regimul comunist din România.
- 20 decembrie: Într-o intervenție televizată și radiodifuzată, Nicolae Ceaușescu se adresează populației declarând că evenimentele de la Timișoara sunt opera unor „huligani”, „grupuri fasciste și antinaționale”.
- 21 decembrie: București: Miting organizat de Ceaușescu în actuala „Piață a Revoluției". Pe lângă lozincile cunoscute, în mulțime se fac auzite fluierături și huiduieli. Începutul Revoluției la București.
- 22 decembrie: Ion Iliescu preia puterea ca președinte provizoriu al României.
- 25 decembrie: Televiziunea Română transmite în direct, pentru prima dată, slujba de Crăciun de la Patriarhia Română.
- 25 decembrie: Soții Nicolae și Elena Ceaușescu sunt judecați într-un proces sumar de un tribunal militar ad-hoc, condamnați la moarte și executați.
- 26 decembrie: Sorin Maier, co-fondator al mișcării sindicale române după 1989, începe acțiunea de constituire a Sindicatului Șoferilor și apoi a Confederației „Frăția".
- 28 decembrie: Pentru prima dată, după o lungă pauză, se întrunește Consiliul de Conducere al Uniunii Scriitorilor. Este ales un comitet provizoriu de conducere a Uniunii Scriitorilor, președinte fiind Mircea Dinescu.
- 29 decembrie: Are loc prima ședință a guvernului provizoriu, condus de Petre Roman, primul guvern al României după căderea comunismului.

## Nașteri
- 13 martie: Răzvan Ochiroșii, fotbalist român
- 12 aprilie: Antonia (n. Antonia Clara Iacobescu), fotomodel și cântăreață română
- 10 iunie: Alexandra Stan, cântăreață română
- 25 iunie: Xonia (n. Loredana Sachelaru), cântăreață și compozitoare australiană cu origine română
- 15 septembrie: Steliana Nistor, gimnastă română de talie mondială
- 22 noiembrie: Gabriel Torje, fotbalist român

## Decese
- 30 martie: Nicolae Steinhardt (n. Nicu-Aurelian Steinhardt), 77 ani, scriitor, publicist și teolog român de origine evreiască (n. 1912)
- 1 aprilie: Nikolaus Berwanger, 53 ani, scriitor român de limbă germană (n. 1935)
- 17 septembrie: Ion Desideriu Sârbu, 70 ani, romancier și eseist român (n. 1919)
- 15 octombrie: Paul Georgescu, 65 ani, critic literar, eseist, jurnalist, romancier și scriitor român (n. 1923)
- 1 noiembrie: Mihaela Runceanu (n. Mihaela Valentina Runceanu), 34 ani, cântăreață română (n. 1955)
- 28 noiembrie: Arsenie Boca, 79 ani, ieromonah, teolog și artist român (n. 1910)
- 29 noiembrie: Ion Popescu-Gopo, 66 ani, regizor român de film (n. 1923)
- 18 decembrie: Franz Liebhard (n. Robert Reiter), 90 ani, poet român (n. 1899)
- 19 decembrie: Alexandru Mitru, 75 ani, prozator român (n. 1914)
- 22 decembrie: Vasile Milea, 62 ani, general român (n. 1927)
- 25 decembrie: Nicolae Ceaușescu, 71 ani, dictator și politician comunist român, conducătorul României (1967-1989), (executat) (n. 1918)
- 25 decembrie: Elena Ceaușescu, 73 ani, politiciană comunistă română, soția lui Nicolae Ceaușescu, (executată) (n. 1916)
- 28 decembrie: Marin Ceaușescu, 73 ani, comunist român, fratele lui Nicolae Ceaușescu (n. 1916)
- 28 decembrie: Hermann Oberth (n. Hermann Julius Oberth), 95 ani, fizician și inventator român de etnie germană (n. 1894)

## Legături externe
Materiale media legate de 1989 în România la Wikimedia Commons
| Ianuarie  | 1 | 2 | 3 | 4 | 5 | 6 | 7 | 8 | 9 | 10 | 11 | 12 | 13 | 14 | 15 | 16 | 17 | 18 | 19 | 20 | 21 | 22 | 23 | 24 | 25 | 26 | 27 | 28 | 29 | 30 | 31 |
| Februarie | 1 | 2 | 3 | 4 | 5 | 6 | 7 | 8 | 9 | 10 | 11 | 12 | 13 | 14 | 15 | 16 | 17 | 18 | 19 | 20 | 21 | 22 | 23 | 24 | 25 | 26 | 27 | 28 |    |    |    |
| Martie    | 1 | 2 | 3 | 4 | 5 | 6 | 7 | 8 | 9 | 10 | 11 | 12 | 13 | 14 | 15 | 16 | 17 | 18 | 19 | 20 | 21 | 22 | 23 | 24 | 25 | 26 | 27 | 28 | 29 | 30 | 31 |
| Aprilie   | 1 | 2 | 3 | 4 | 5 | 6 | 7 | 8 | 9 | 10 | 11 | 12 | 13 | 14 | 15 |    |    |    |    |    |    |    |    |    |    |    |    |    |    |    |    |

## Vezi și
- Epoca de Aur (România)
- Realism socialist
- Procesul și execuția soților Ceaușescu
- Revoluția Română din 1989
- România după 1989